# JMP (소프트웨어)
JMP(점프라고 발음)는 SAS 인스티튜트의 자회사인 JMP Statistical Discovery에서 개발한 데이터 분석 소프트웨어이다. 1989년 매킨토시에 도입된 GUI를 활용하기 위해 시작되었다. 과학자와 엔지니어가 데이터를 시각적으로 조사할 수 있도록 지원하며, 이후 분야 별로 특정한 요구 사항을 충족시키는 제품군으로 발전하였다. 식스 시그마, 품질관리, 엔지니어링, 실험설계(DoE), 설계기반 품질고도화, 과학, 공학 및 사회과학 분야의 연구 등에 사용된다.

## 제품군
- JMP: 동적 데이터 시각화 기능과 통계 기능 연계
- JMP Pro: JMP의 전문가 버전으로 예측 모델링 및 교차 검증을 비롯한 고급 기능 제공
- JMP Clinical: 임상시험 데이터 분석을 효율화하여 신약 개발 프로세스를 단축하는 임상 데이터 분석 소프트웨어
- JMP Live: 보고서 공유 및 공동 분석을 위한 제품

## 같이 보기
- 데이터 마이닝
- 데이터 처리
- 온라인 분석 처리
- SAS (소프트웨어)
- SQL